# Piotr Kowac
Piotr Siemionowicz Kowac (ros. Пётр Семёнович Ковац, ur. 1913 we wsi Zacharowcy obecnie w rejonie chmielnickim w obwodzie chmielnickim, zm. 21 sierpnia 1941 k. Duchowszcziny w obwodzie smoleńskim) – radziecki lotnik wojskowy, starszy porucznik lotnictwa, uhonorowany pośmiertnie tytułem Bohatera Związku Radzieckiego (1942).

## Życiorys
Urodził się w ukraińskiej rodzinie chłopskiej. Uczył się wieczorowo na rabfaku, od 1 sierpnia 1934 służył w Armii Czerwonej, w 1936 ukończył wojskową szkołę lotniczą w Odessie. Od 1937 należał do WKP(b), w 1939 brał udział w bitwie nad Chałchin-Goł, strącając w walkach powietrznych trzy samoloty wroga, za co został odznaczony orderem. W 1940 ukończył kursy doskonalenia kadry dowódczej w Lipiecku, od lipca 1941 uczestniczył w wojnie z Niemcami jako dowódca eskadry 129 pułku lotnictwa myśliwskiego 47 Mieszanej Dywizji Lotniczej Frontu Zachodniego w stopniu starszego porucznika. Przez miesiąc walk wykonał 78 lotów bojowych i stoczył 26 walk powietrznych, w których strącił trzy samoloty wroga. 21 sierpnia w rejonie Duchowszcziny w obwodzie smoleńskim tocząc nierówną walkę z niemieckimi samolotami zniszczył dwa myśliwce wykonując taranowanie samolotem i sam przy tym zginął. W jego rodzinnej wsi postawiono jego pomnik. Jego imieniem nazwano szkołę.

## Odznaczenia
- Złota Gwiazda Bohatera Związku Radzieckiego (pośmiertnie, 12 kwietnia 1942)[1]
- Order Lenina (pośmiertnie, 12 kwietnia 1941)
- Order Czerwonego Sztandaru